# 적외선 투광기
적외선 투광기는 디지털 영상 획득장치(캠코더, 카메라)의 저조도 촬영시 플래시를 대체하여 활용할 수 있는 보조조명장치이다. 플래시는 광원이 노출되어 자연스러운 영상을 획득하기 어렵고, 적외선 투광기는 컬러 영상을 획득할 수 없는 단점이 있다.